# Porky's Naughty Nephew
Porky's Naughty Nephew est un cartoon, réalisé par Bob Clampett et sorti en 1938, qui met en scène Porky Pig.